# Leksands tingsrätt
Leksands tingsrätt var en tingsrätt i Sverige med kansli i Leksand. Tingsrättens domsaga omfattade kommunerna  Leksand, Gagnef och Rättvik. Tingsrätten och dess domsaga ingick i domkretsen för Svea hovrätt. Tingsrätten upphörde 2001 och dess domsaga uppgick i Falu domkrets och Mora domsaga.

## Administrativ historik
Vid tingsrättsreformen 1971 bildades denna tingsrätt i Leksand av  häradsrätten för Nedansiljans domsagas tingslag. Domkretsen bildades av tingslaget samt en del ur Nås och Malungs tingslag. 1971 omfattade domsagan Leksands, Gagnefs och Rättvik, samt kommuner som uppgick i de tidigare 1974: Ore, Siljansnäs och Åls kommuner. Före 1975 var namnet på tingsrätten Nedansiljans tingsrätt.  Tingsplats var Leksand och till 1983 Rättvik.
Den 1 september 2001 upphörde Leksands tingsrätt och domsaga och ur domsagan övergick Gagnefs kommun till Falu domkrets medan Leksands och Rättviks kommuner övergick till Mora domsaga.

## Lagmän
- 1971-1985: Anders Hallström
- 1985-1990: Birgitta Adde
- 1990-1994: Göran Swartling
- 1994-2001:  Lars Örbrink